# Stuhlmanns spreeuw
De Stuhlmanns spreeuw (Poeoptera stuhlmanni) is een vogelsoort uit de familie Sturnidae.

## Verspreiding en leefgebied
Deze soort komt voor in het midden van Afrika.